# Grundvandsmagasin
Et grundvandsmagasin / grundvandsreservoir / akvifer er et vandmættet lag – oftest sand, grus eller kalk – hvorfra der via boringer kan indvindes grundvand til vandforsyning.
I Danmark skelnes mellem det primære grundvandsmagasin der er et ofte dybereliggende grundvandsmagasin, hvorfra der kan hentes drikkevand og sekundære grundvandsmagasiner der ofte er højereliggende grundvandsmagasiner uden væsentlige indvindingsmæssige interesser.
Kvaliteten af grundvandsmagasinet måles bl.a. i transmissiviteten.

## Frie, spændte og artesiske magasiner
- Et frit magasin er et magasin, hvor kun en del af de vandførende lag er vandfyldte. Frie magasiner kan være dækket af vandstandsende lag (akvitard) eller være helt ubeskyttede. Et typisk eksempel på det sidste er en sandstrand. Frie magasiner uden dæklag er ofte meget sårbare over for nedtrængende forurening. Hvor sådanne magasiner findes, er det almindeligt at finde nitrat i grundvandet, selv i relativt stor dybde.

- Et spændt magasin er et grundvandsmagasin dækket af vandstandsende lag (akvitard), hvor de vandførende lag er helt vandfyldte og hvor grundvandsspejlet (grundvandspotentialet) står højere end oversiden af magasinet.

- Et artesisk magasin er et spændt magasin, hvor grundvandsspejlet står højere end terrænoverfladen. Sådanne steder vil grundvandet komme ud af jorden som kildevæld. Navnet stammer fra den historiske provins Artois i Frankrig, hvor mange artesiske boringer blev boret af karteusermunke siden den tidlige middelalder.